# Karel Duba
Karel Duba (29. září 1923 Písek – 21. srpna 1968 Ulánbátar, Mongolsko) byl český kytarista, hudební skladatel a kapelník.
Jednalo se o uměleckého vedoucího Orchestru Karla Duby, který byl v 60. letech 20. století poměrně populární kapelou v oblasti české popmusic. Karel Duba tragicky zahynul v Mongolsku při pádu autobusu do propasti společně s převážnou většinou členů svého orchestru (tuto nehodu tehdy přežil například trumpetista Jiří Jelínek a kontrabasista Karel Vágner). Je považován za jednoho z českých průkopníků bigbeatu v taneční hudbě.